# Lista de prêmios e indicações recebidos por The Beatles

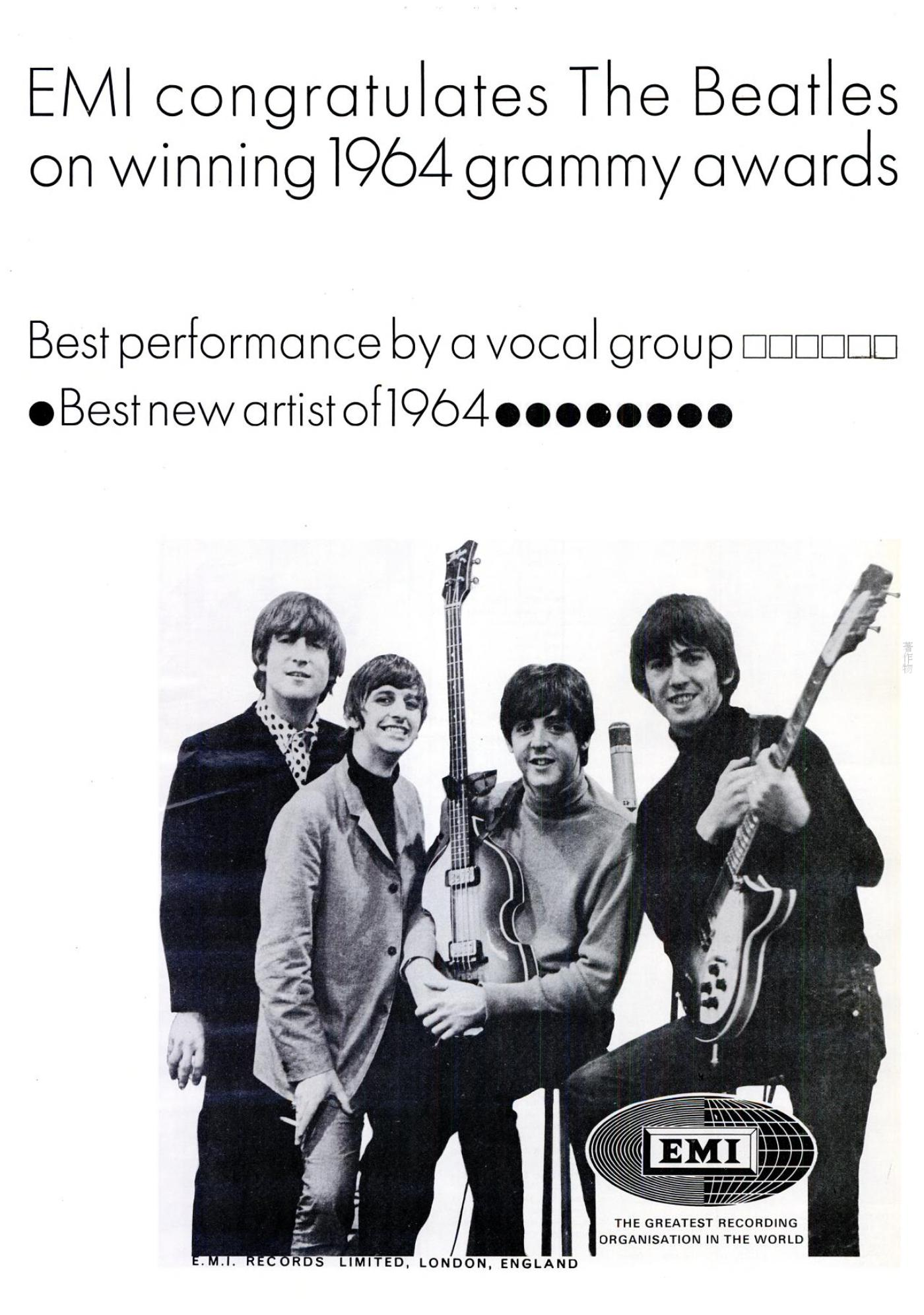
Imagem comemorativa da EMI parabenizando os Beatles por suas vitórias no Grammy Awards de 1965

Esta é uma lista de prêmios e indicações recebidos por The Beatles, uma banda de rock britânica formada em 1960 na cidade de Liverpool por John Lennon, Paul McCartney, George Harrison e Ringo Starr, e considerada a banda mais influente de todos os tempos.
Os Beatles lideram a lista de artistas mais vendidos de todos os tempos, com vendas certificadas de mais de 183 milhões de unidades nos Estados Unidos e vendas estimadas em 800 milhões de unidades em todo o mundo. Eles detêm o recorde da maioria de álbuns número um na parada de álbuns do Reino Unido, maioria de hits número um na parada Hot 100 da Billboard e maioria de singles vendidos no Reino Unido. O grupo foi introduzido no Rock and Roll Hall of Fame em 1988, e todos os quatro membros foram nomeados individualmente entre 1994 e 2015. Em 2004, a Rolling Stone classificou os Beatles como os artistas de rock mais significativos e influentes dos últimos 50 anos. Em 2008, o grupo liderou a lista da Billboard dos artistas mais bem sucedidos de todos os tempos na Billboard Hot 100. A banda recebeu sete Grammy Awards, quatro Brit Awards, um Óscar e quinze Ivor Novello Awards. A revista Time os inseriu entre as 100 pessoas mais importantes do século XX. Em 2014, eles receberam o Grammy Lifetime Achievement Award.

## American Music Awards
O American Music Awards é concedido anualmente desde 1973 e determinado por uma pesquisa de compradores de música. Os Beatles receberam uma indicação, mais um prêmio especial determinado por uma pesquisa na Internet.
| Ano  | Recipiente  | Categoria                  | Resultado |        |
| ---- | ----------- | -------------------------- | --------- | ------ |
| 1997 | Anthology 1 | Álbum Favorito de Pop/Rock | Indicado  | [ 12 ] |

## Awit Awards
O Awit Awards é um prêmio de música nas Filipinas concedido anualmente pela Philippine Association of the Record Industry (PARI) para reconhecer as realizações notáveis na indústria da música. Os Beatles ganharam um prêmio.
| Ano  | Recipiente  | Categoria                        | Resultado |
| ---- | ----------- | -------------------------------- | --------- |
| 1969 | The Beatles | Grupo Vocal do Ano - Estrangeiro | Venceu    |

## Billboard Music Awards
O Billboard Music Awards homenageia artistas por desempenho comercial nos Estados Unidos, com base em tabelas de registros publicadas pela Billboard. Os prêmios são baseados em dados de vendas da Nielsen SoundScan e informações de rádio da Nielsen Broadcast Data Systems. A cerimônia de premiação foi realizada de 1990 a 2007, até sua reintrodução em 2011.
| Ano  | Recipiente  | Categoria        | Resultado |
| ---- | ----------- | ---------------- | --------- |
| 2001 | 1           | Álbum do Ano     | Venceu    |
| 2001 | The Beatles | Artista do Ano   | Indicado  |
| 2001 | The Beatles | Duo/Grupo do Ano | Indicado  |

## Brit Awards
O Brit Awards, originalmente conhecido como BPI Awards, foi criado pela British Phonographic Industry. Os Beatles receberam quatro prêmios. (Os prêmios iniciais cobriram o período de 25 anos, de 1952 a 1977. Desde 1982, os prêmios são um evento anual.)
| Ano  | Recipiente                            | Categoria                         | Resultado |
| ---- | ------------------------------------- | --------------------------------- | --------- |
| 1977 | "She Loves You"                       | Single Britânico do Ano           | Indicado  |
| 1977 | Sgt. Pepper's Lonely Hearts Club Band | Álbum Britânico do Ano            | Venceu    |
| 1977 | The Beatles                           | Grupo Britânico                   | Venceu    |
| 1977 | The Beatles                           | Contribuição Excepcional à Música | Venceu    |
| 1983 | The Beatles                           | Contribuição Excepcional à Música | Venceu    |

## Echo
O Prêmio Echo, criado em 1992, era realizado e concedido anualmente pela Academia Alemã de Áudio até seu encerramento em 2013. Os Beatles receberam duas indicações.
| Ano  | Recipiente  | Categoria                  | Resultado |
| ---- | ----------- | -------------------------- | --------- |
| 2001 | The Beatles | Melhor Grupo Internacional | Indicado  |
| 2007 | The Beatles | Melhor Grupo Internacional | Indicado  |

## Fryderyk
O Fryderyk é uma cerimônia anual de premiação na Polônia, apresentada pelo Związek Producentów Audio Video desde 1994. Os Beatles receberam uma indicação.
| Ano  | Recipiente | Categoria                | Resultado |        |
| ---- | ---------- | ------------------------ | --------- | ------ |
| 2006 | Love       | Melhor Álbum Estrangeiro | Indicado  | [ 21 ] |

## Grammy Awards
O Grammy Awards é concedido anualmente pela Academia Nacional de Artes e Ciências de Gravação nos Estados Unidos. Os Beatles receberam sete prêmios competitivos em 23 indicações (excluindo prêmios especiais ou prêmios individuais). Além disso, John Lennon e Paul McCartney ganharam o Grammy de Canção do Ano por "Michelle" em 1967, e todos os quatro membros da banda receberam um prêmio por Let It Be como melhor trilha sonora original escrita para um filme ou especial de televisão em 1971. Os Beatles também foram creditados como artistas no Grammy Award de Melhor Álbum de Som Envolvente para Love em 2008, conquistado pelos engenheiros e produtores, embora os Beatles não fossem elegíveis para os prêmios.
| Ano  | Recipiente                            | Categoria                                                 | Resultado |        |
| ---- | ------------------------------------- | --------------------------------------------------------- | --------- | ------ |
| 1965 | "I Want to Hold Your Hand"            | Gravação do Ano                                           | Indicado  | [ 22 ] |
| 1965 | "A Hard Day's Night"                  | Melhor Canção Contemporânea                               | Indicado  | [ 22 ] |
| 1965 | "A Hard Day's Night"                  | Melhor Performance por Grupo Vocal                        | Venceu    | [ 22 ] |
| 1965 | The Beatles                           | Artista Revelação                                         | Venceu    | [ 22 ] |
| 1966 | "Help!"                               | Performance de Grupo Vocal de Rock and Roll Contemporânea | Indicado  | [ 22 ] |
| 1966 | "Help!"                               | Performance de Grupo Vocal                                | Indicado  | [ 22 ] |
| 1966 | Help!                                 | Álbum do Ano                                              | Indicado  | [ 22 ] |
| 1967 | Revolver                              | Álbum do Ano                                              | Indicado  | [ 22 ] |
| 1967 | "Michelle"                            | Canção do Ano                                             | Venceu    | [ 23 ] |
| 1968 | Sgt. Pepper's Lonely Hearts Club Band | Álbum do Ano                                              | Venceu    | [ 22 ] |
| 1968 | Sgt. Pepper's Lonely Hearts Club Band | Melhor Álbum Vocal de Pop                                 | Venceu    | [ 22 ] |
| 1968 | Sgt. Pepper's Lonely Hearts Club Band | Melhor Performance por Grupo Vocal                        | Indicado  | [ 22 ] |
| 1968 | Sgt. Pepper's Lonely Hearts Club Band | Melhor Performance Pop por uma Dupla ou Grupo             | Indicado  | [ 22 ] |
| 1968 | "A Day in the Life"                   | Melhor Arranjo Instrumental Acompanhado de Vocalista      | Indicado  | [ 22 ] |
| 1969 | Magical Mystery Tour                  | Álbum do Ano                                              | Indicado  | [ 22 ] |
| 1969 | "Hey Jude"                            | Gravação do Ano                                           | Indicado  | [ 22 ] |
| 1969 | "Hey Jude"                            | Melhor Performance Pop por Duo ou Grupo com Vocais        | Indicado  | [ 22 ] |
| 1970 | Abbey Road                            | Álbum do Ano                                              | Indicado  | [ 22 ] |
| 1970 | Abbey Road                            | Grupo Vocal Contemporâneo                                 | Indicado  | [ 22 ] |
| 1971 | "Let It Be"                           | Gravação do Ano                                           | Indicado  | [ 22 ] |
| 1971 | Let It Be                             | Grupo Vocal Contemporâneo                                 | Indicado  | [ 22 ] |
| 1971 | Let It Be                             | Melhor Trilha Orquestrada de Mídia Visual                 | Venceu    | [ 24 ] |
| 1996 | Live at the BBC                       | Melhor Álbum Histórico                                    | Indicado  | [ 22 ] |
| 1997 | The Beatles Anthology                 | Melhor Vídeo Musical                                      | Venceu    | [ 22 ] |
| 1997 | "Free as a Bird"                      | Melhor Vídeo Musical                                      | Venceu    | [ 22 ] |
| 1997 | "Free as a Bird"                      | Melhor Performance Pop por uma Dupla ou Grupo             | Venceu    | [ 22 ] |

### Grammy Lifetime Achievement Award
O Grammy Lifetime Achievement Award é entregue àqueles que, durante suas vidas, fizeram contribuições criativas de notável significado artístico para o campo da gravação. Os Beatles ganharam o prêmio em 2014.
| Ano  | Recipiente  | Categoria                  | Resultado |
| ---- | ----------- | -------------------------- | --------- |
| 2014 | The Beatles | Lifetime Achievement Award | Venceu    |

### Grammy Trustees Award
O Grammy Trustees Award é entregue a indivíduos que, durante suas carreiras na música, fizeram contribuições significativas, além da performance, para o campo da gravação. Os Beatles ganharam o prêmio em 1972.
| Ano  | Recipiente  | Categoria     | Resultado |
| ---- | ----------- | ------------- | --------- |
| 1972 | The Beatles | Trustee Award | Venceu    |

### Grammy Hall of Fame
O Grammy Hall of Fame foi estabelecido pelos curadores nacionais da The Recording Academy em 1973 para homenagear gravações de significado qualitativo ou histórico duradouro, com pelo menos 25 anos de idade.
| Ano  | Recipiente                            | Categoria       | Resultado |
| ---- | ------------------------------------- | --------------- | --------- |
| 1993 | Sgt. Pepper's Lonely Hearts Club Band | Álbum Induzido  | Venceu    |
| 1995 | Abbey Road                            | Álbum Induzido  | Venceu    |
| 1997 | "Yesterday"                           | Canção Induzida | Venceu    |
| 1998 | "I Want to Hold Your Hand"            | Canção Induzida | Venceu    |
| 1999 | Revolver                              | Álbum Induzido  | Venceu    |
| 1999 | "Strawberry Fields Forever"           | Canção Induzida | Venceu    |
| 2000 | The Beatles                           | Álbum Induzido  | Venceu    |
| 2000 | Rubber Soul                           | Álbum Induzido  | Venceu    |
| 2000 | "A Hard Day's Night"                  | Canção Induzida | Venceu    |
| 2001 | "Hey Jude"                            | Canção Induzida | Venceu    |
| 2001 | Meet the Beatles!                     | Álbum Induzido  | Venceu    |
| 2002 | "Eleanor Rigby"                       | Canção Induzida | Venceu    |
| 2004 | "Let It Be"                           | Canção Induzida | Venceu    |
| 2008 | "Help!"                               | Canção Induzida | Venceu    |
| 2011 | "Penny Lane"                          | Canção Induzida | Venceu    |

## Ivor Novello Awards
O Ivor Novello Awards é apresentado anualmente em Londres pela British Academy of Songwriters, Composers and Authors (BASCA). As músicas dos Beatles foram premiadas catorze vezes, enquanto o grupo recebeu um Prêmio Especial.
| Ano  | Recipiente           | Categoria                                             | Resultado |
| ---- | -------------------- | ----------------------------------------------------- | --------- |
| 1964 | "She Loves You"      | Trabalho Mais Executado do Ano                        | Venceu    |
| 1964 | "She Loves You"      | Lado A Mais Vendido no Reino Unido em 1963            | Venceu    |
| 1964 | "All My Loving"      | Canção Excepcional do Ano                             | Indicado  |
| 1964 | The Beatles          | Prêmio Especial por Contribuição Excepcional à Música | Venceu    |
| 1965 | "Can't Buy Me Love"  | Trabalho Mais Executado do Ano                        | Venceu    |
| 1965 | "A Hard Day's Night" | Trabalho Mais Executado do Ano                        | Indicado  |
| 1965 | "Can't Buy Me Love"  | Lado A Mais Vendido no Reino Unido em 1964            | Venceu    |
| 1965 | "I Feel Fine"        | Lado A Mais Vendido no Reino Unido em 1964            | Indicado  |
| 1965 | "A Hard Day's Night" | Melhor Tema de Rádio, TV ou Filme                     | Indicado  |
| 1966 | "We Can Work It Out" | Lado A Mais Vendido no Reino Unido em 1965            | Venceu    |
| 1966 | "Help!"              | Lado A Mais Vendido no Reino Unido em 1965            | Indicado  |
| 1966 | "Yesterday"          | Melhor Canção de 1965                                 | Venceu    |
| 1967 | "Michelle"           | Trabalho Mais Executado do Ano                        | Venceu    |
| 1967 | "Yesterday"          | Trabalho Mais Executado do Ano                        | Indicado  |
| 1967 | "Yellow Submarine"   | Lado A Mais Vendido no Reino Unido em 1966            | Venceu    |
| 1968 | "She's Leaving Home" | Melhor Canção Britânica, Musicalmente e Liricalmente  | Venceu    |
| 1969 | "Hey Jude"           | Lado A Mais Vendido no Reino Unido em 1968            | Venceu    |
| 1970 | "Get Back"           | Lado A Mais Vendido no Reino Unido em 1969            | Venceu    |
| 1970 | "Ob-La-Di Ob-La-Da"  | Trabalho Mais Executado do Ano                        | Venceu    |
| 1971 | "Something"          | Melhor Canção Musicalmente e Liricalmente             | Venceu    |

## Japan Gold Disc Awards
A Recording Industry Association of Japan (RIAJ) entrega o Japan Gold Disc Awards, honrando as vendas de música no país. Os Beatles receberam doze prêmios.
| Ano  | Recipiente            | Categoria                          | Resultado |
| ---- | --------------------- | ---------------------------------- | --------- |
| 1994 | The Beatles           | Artista Internacional do Ano       | Venceu    |
| 1997 | Anthology Vol.1 & 2   | Álbum Internacional do Ano         | Venceu    |
| 2001 | The Beatles           | Artista Internacional do Ano       | Venceu    |
| 2001 | 1                     | Melhores Quatro Álbuns             | Venceu    |
| 1994 | The Beatles           | Artista Internacional do Ano       | Venceu    |
| 1994 | The Beatles 1962–1966 | Melhor Álbum Internacional de Rock | Venceu    |
| 2010 | The Beatles           | Artista Internacional do Ano       | Venceu    |
| 2016 | The Beatles           | Artista Internacional do Ano       | Venceu    |
| 2016 | 1                     | Álbum Internacional do Ano         | Venceu    |
| 2016 | 1                     | Melhores Três Álbuns               | Venceu    |
| 2016 | 1                     | Melhor Videoclipe                  | Venceu    |

## MOJO Awards
O MOJO Awards era um prêmio britânico concedido pela revista musical Mojo.
| Ano  | Recipiente             | Categoria                     | Resultado |
| ---- | ---------------------- | ----------------------------- | --------- |
| 2010 | The Beatles Remastered | Lançamento de Catálogo do Ano | Venceu    |

## Meteor Music Awards
Lançado em 2001, o Meteor Music Awards é premiado por conquistas na indústria fonográfica irlandesa e internacional. Os Beatles receberam um prêmio.
| Ano  | Recipiente | Categoria                                 | Resultado |
| ---- | ---------- | ----------------------------------------- | --------- |
| 2001 | 1          | Álbum de Grupo Internacional Mais Vendido | Venceu    |

## MTV Video Music Awards
O MTV Video Music Awards (VMAs) é uma premiação do canal a cabo MTV para homenagear os principais videoclipes do ano. Foi realizada pela primeira vez no final do verão de 1984, e originalmente era uma alternativa ao Grammy na categoria de vídeos. Os Beatles receberam um prêmio dentre duas indicações.
| Ano  | Recipiente       | Categoria                            | Resultado |
| ---- | ---------------- | ------------------------------------ | --------- |
| 1984 | The Beatles      | Michael Jackson Video Vanguard Award | Venceu    |
| 1996 | "Free as a Bird" | Melhores Efeitos Especiais           | Indicado  |

## NME Awards
O NME Awards é um prêmio anual britânico concedido pela revista musical New Musical Express. Os Beatles ganharam dezessete vezes.
| Ano  | Recipiente      | Categoria                       | Resultado |
| ---- | --------------- | ------------------------------- | --------- |
| 1963 | The Beatles     | Grupo Vocal Mundial             | Venceu    |
| 1963 | The Beatles     | Grupo Vocal Britânico           | Venceu    |
| 1963 | "She Loves You" | Melhor Canção Britânica do Ano  | Venceu    |
| 1964 | The Beatles     | Grupo Vocal Excepcional         | Venceu    |
| 1964 | The Beatles     | Grupo Vocal Britânico           | Venceu    |
| 1965 | The Beatles     | Grupo Vocal Mundial             | Venceu    |
| 1965 | The Beatles     | Grupo Vocal Britânico           | Venceu    |
| 1966 | "Eleanor Rigby" | Melhor Canção Britânica do Ano  | Venceu    |
| 1966 | The Beatles     | Grupo Vocal Britânico           | Venceu    |
| 1968 | The Beatles     | Grupo Vocal Mundial             | Venceu    |
| 1968 | The Beatles     | Grupo Vocal Britânico           | Venceu    |
| 1968 | "Hey Jude"      | Melhor Canção Britânica do Ano  | Venceu    |
| 1970 | Let It Be       | Melhor LP Britânico de 1970     | Venceu    |
| 1970 | The Beatles     | Melhor Grupo Britânico          | Venceu    |
| 1971 | Let It Be       | Melhor LP Britânico de 1970     | Venceu    |
| 1971 | The Beatles     | Melhor Grupo Britânico          | Venceu    |
| 2000 | The Beatles     | Melhor Banda de Todos os Tempos | Venceu    |

## Óscar
O Óscar é um conjunto de prêmios dados anualmente pela Academia de Artes e Ciências Cinematográficas pela excelência em realizações cinematográficas.
| Ano  | Recipiente | Categoria            | Resultado |        |
| ---- | ---------- | -------------------- | --------- | ------ |
| 1971 | Let It Be  | Melhor Trilha Sonora | Venceu    | [ 61 ] |

## Q Awards
O Q Awards é um prêmio anual britânico realizado pela revista musical Q. Os Beatles ganharam uma vez.
| Ano  | Recipiente  | Categoria                  | Resultado |
| ---- | ----------- | -------------------------- | --------- |
| 1996 | Anthology 1 | Melhor Reedição/Compilação | Venceu    |

## Rock and Roll Hall of Fame
O Rock and Roll Hall of Fame, criado em 1983 e localizado em Cleveland, Ohio, Estados Unidos, dedica-se a gravar a história de alguns dos mais conhecidos e influentes músicos, bandas, produtores e outros que tenham de alguma forma influenciado a indústria da música, particularmente na área do rock and roll. Os Beatles foram introduzidos em 1988.
| Ano  | Recipiente  | Categoria           | Resultado |
| ---- | ----------- | ------------------- | --------- |
| 1988 | The Beatles | Artista Homenageado | Venceu    |

## UK Music Hall of Fame
O UK Music Hall of Fame foi uma cerimônia de premiação para homenagear os músicos por suas contribuições vitalícias à música no Reino Unido. A primeira cerimônia induziu cinco membros fundadores selecionados pelo comitê de especialistas em música, um a cada década desde a década de 1950. Os Beatles foram premiados pela década de 1960.
| Ano  | Recipiente  | Categoria       | Resultado |
| ---- | ----------- | --------------- | --------- |
| 2004 | The Beatles | Membro fundador | Venceu    |

## Vocal Group Hall of Fame
O Vocal Group Hall of Fame foi fundado em 1997 para homenagear os maiores grupos vocais de todos os tempos que alcançaram reconhecimento mundial por meio de suas gravações, aparições na televisão e outras mídias de entretenimento. Os Beatles foram introduzidos em 2004.
| Ano  | Recipiente  | Categoria           | Resultado |
| ---- | ----------- | ------------------- | --------- |
| 2004 | The Beatles | Artista Homenageado | Venceu    |

## World Music Awards
O World Music Awards, criado em 1989, é realizado anualmente e homenageia os números de vendas em todo o mundo. Os Beatles receberam dois prêmios competitivos e o Diamond Award, concedido a artistas que venderam mais de cem milhões de álbuns ao longo de suas carreiras.
| Ano  | Recipiente  | Categoria                              | Resultado |
| ---- | ----------- | -------------------------------------- | --------- |
| 2001 | The Beatles | Artista/Grupo de Pop Rock Mais Vendido | Venceu    |
| 2001 | The Beatles | Artista Britânico Mais Vendido         | Venceu    |
| 2008 | The Beatles | Chopard Diamond award                  | Venceu    |